# Amalgamiertes Produkt
Das amalgamierte (freie) Produkt von Gruppen {\displaystyle G_{i}} nach der Gruppe {\displaystyle U} oder das freie Produkt der Gruppen {\displaystyle G_{i}} mit der amalgamierten Untergruppe {\displaystyle U} ist eine mit dem freien Produkt von Gruppen verwandte mathematische Konstruktion. Dabei wird das freie Produkt der Gruppen {\displaystyle G_{i}} gebildet, die alle eine zur Gruppe {\displaystyle U} isomorphe Untergruppe enthalten. Über die Gruppenisomorphie zu {\displaystyle U} werden die einzelnen Elemente der verschiedenen Untergruppen miteinander identifiziert und dadurch die Untergruppen »amalgamiert« (so viel wie »verschmolzen«). Die Gruppenverknüpfung wird entsprechend angepasst, sodass das Ergebnis eine Gruppe ist, die dem freien Produkt der {\displaystyle G_{i}} bis auf Identifikation über {\displaystyle U} isomorpher Elemente entspricht.

## Definition (konstruktiv)

### Voraussetzungen
Sei {\displaystyle I\mathrel {:=} \{1,2,\ldots ,n\},n\in \mathbb {N} } eine Indexmenge und {\displaystyle \{G_{i}\}_{i\in I}} eine Familie von Gruppen. Weiter beinhalte jede dieser Gruppen eine Untergruppe {\displaystyle U_{i},} die isomorph zu einer weiteren Gruppe {\displaystyle U} sei. Der zugehörige Gruppenisomorphismus, der diese Isomorphie vermittelt, sei mit {\displaystyle \varphi _{i}\colon U_{i}{\xrightarrow {\cong }}U} bezeichnet.
Für ein beliebiges {\displaystyle t\in \mathbb {N} } sei dann ein Wort über den {\displaystyle G_{i}} eine Hintereinanderschreibung
{\displaystyle \qquad a_{1}a_{2}\ldots a_{t}}
von Elementen aus den {\displaystyle G_{i}.} Das Wort sei entweder
- leer (für {\displaystyle t=0}), dann geschrieben {\displaystyle 1} oder {\displaystyle \epsilon ,} oder
- für jedes {\displaystyle i=1,\ldots ,t} gebe es ein {\displaystyle j_{i}\in I,} sodass gelte: {\displaystyle a_{i}\in G_{j_{i}}.} D. h. die Gruppen der Familie {\displaystyle \{G_{i}\}_{i\in I}} kommen unter den {\displaystyle a_{i}} in beliebiger Reihenfolge und beliebig oft (auch wiederholt) vor.

Im Folgenden schreiben wir sowohl für das leere Wort wie auch für die neutralen Elemente {\displaystyle 1_{j}} der Gruppen {\displaystyle G_{j}} ohne Unterschied {\displaystyle 1.}

### Äquivalenzrelation
Analog zum Vorgehen bei der Bildung des gewöhnlichen freien Produktes der Gruppen {\displaystyle G_{i}} betrachten wir Wörter aus Elementen aus den {\displaystyle G_{i}} und definieren sogenannte elementare Äquivalenzen (Ä1–Ä3) zwischen ihnen. Ä1 und Ä2 entstammen der Konstruktion des gewöhnlichen freien Produktes, Ä3 bewirkt die »Amalgamierung«.
| Vorbemerkung für Ä3: Wir sagen, zwei Elemente {\displaystyle u_{j}\in U_{j}\subseteq G_{j}} und {\displaystyle u_{k}\in U_{k}\subseteq G_{k}} mit {\displaystyle j,k\in I} seien einander zugehörig, falls sie vermittels der Isomorphismen {\displaystyle \varphi _{j}} und {\displaystyle \varphi _{k}} zwischen {\displaystyle U_{j},} {\displaystyle U_{k}} und {\displaystyle U} demselben {\displaystyle u\in U} entsprechen; d. h. falls {\displaystyle \varphi _{k}(u_{k})=u=\varphi _{j}(u_{j})} gilt. |

(Ä1)
»Neutrale Elemente können weggelassen werden.«
Falls {\displaystyle a_{i}=1,} dann sei {\displaystyle a_{1}\ldots a_{i-1}{\color {RawSienna}a_{i}}a_{i+1}\ldots a_{t}} (elementar) äquivalent zu {\displaystyle a_{1}\ldots {\overset {{\color {RawSienna}a_{i}}\!\!\!\!\diagup }{\overset {\uparrow }{a_{i-1}a_{i+1}}}}\ldots a_{t}.}
(Ä2)
»Zwei Elemente können durch ihr Produkt ersetzt werden.«
Falls {\displaystyle a_{i}} und {\displaystyle a_{i+1}} aus derselben Gruppe {\displaystyle G_{j}} sind und {\displaystyle a_{i}a_{i+1}=a^{*}} in {\displaystyle G_{j}} gilt, dann sei {\displaystyle a_{1}\ldots {\color {RawSienna}a_{i}a_{i+1}}\ldots a_{t}} (elementar) äquivalent zu {\displaystyle a_{1}\ldots {\color {RawSienna}a^{*}}\ldots a_{t}.}
(Ä3)
»Elemente können durch zugehörige Elemente ersetzt werden.«
Falls {\displaystyle a_{i}=u_{j}\in U_{j}\subseteq G_{j}} und {\displaystyle b_{i}=u_{k}\in U_{k}\subseteq G_{k}} mit {\displaystyle j,k\in I} und die Elemente {\displaystyle u_{j}} und {\displaystyle u_{k}} einander zugehörig sind, dann sei {\displaystyle a_{1}\ldots a_{i-1}{\color {RawSienna}a_{i}}a_{i+1}\ldots a_{t}} (elementar) äquivalent zu {\displaystyle a_{1}\ldots a_{i-1}{\color {RawSienna}b_{i}}a_{i+1}\ldots a_{t}.}
Auf Grundlage der elementaren Äquivalenzen erklären wir wortweise Äquivalenz.
{\displaystyle G} sei die Menge aller Wörter über den {\displaystyle G_{i}.} Zwei Wörter {\displaystyle x} und {\displaystyle y} aus {\displaystyle G} seien (wortweise) äquivalent, falls es eine Folge
{\displaystyle \qquad x_{1},\ x_{2},\ \ldots ,\ x_{m}}
von Wörtern aus {\displaystyle G} mit {\displaystyle m\in \mathbb {N} ,} {\displaystyle x_{1}\mathrel {=} x} und {\displaystyle x_{m}\mathrel {=} y} gibt, in welcher je zwei aufeinanderfolgende Glieder elementar äquivalent sind. Wir schreiben dann: {\displaystyle x\sim y.}
Die wortweise Äquivalenz entspricht der transitiven Hülle bzw. der reflexiv-transitiven Hülle der elementaren Äquivalenz.

### Gruppen-Verknüpfung
Für {\displaystyle x\in G} sei
{\displaystyle \qquad [x]=\{y\in G\mid y\sim x\}}
die Menge aller zu {\displaystyle x} äquivalenten Wörter in {\displaystyle G.} {\displaystyle [x]} heißt Äquivalenzklasse von {\displaystyle x.} Mit {\displaystyle G/{\sim }} (sprich: „Ge nach Tilde“) bezeichnen wir die Menge aller möglichen Äquivalenzklassen von Elementen {\displaystyle x\in G,} sie heißt Quotientenmenge von {\displaystyle G} nach der Äquivalenzrelation {\displaystyle \sim .}
Auf der Menge {\displaystyle G} ist durch die Hintereinanderschreibung von Wörtern {\displaystyle x=a_{1}\ldots a_{t}} und {\displaystyle y=b_{1}\ldots b_{s}} eine Verknüpfung
{\displaystyle \qquad xy\mathrel {=} a_{1}\ldots a_{t}b_{1}\ldots b_{s}}
gegeben. Wir übertragen diese Verknüpfung in natürlicher Weise auf {\displaystyle G/{\sim },} indem wir definieren:
{\displaystyle \qquad [x]\ast [y]\mathrel {:=} [xy].}
D. h. das Produkt der Äquivalenzklassen wird definiert als die Äquivalenzklasse des Produktes {\displaystyle xy} der beiden Repräsentanten {\displaystyle x} und {\displaystyle y.} Dieses Produkt wird auch das kanonische Produkt auf {\displaystyle G/{\sim }} genannt.

### Amalgamiertes Produkt
Die Quotientenmenge {\displaystyle G/{\sim }} bildet zusammen mit dem eben definierten Produkt eine Gruppe {\displaystyle \left(G/{\sim },\ast \right),} sie heißt das amalgamierte Produkt der Gruppen {\displaystyle G_{i}} oder das freie Produkt der Gruppen {\displaystyle G_{i}} mit der amalgamierten Untergruppe {\displaystyle U.}
Man spricht vom nichttrivialen amalgamierten Produkt zweier Gruppen {\displaystyle G_{1}} und {\displaystyle G_{2},} wenn {\displaystyle U\not =G_{1}} und {\displaystyle U\not =G_{2}.} (Beleg?)

## Eigenschaften
Das amalgamierte Produkt von zwei Gruppen {\displaystyle G_{1}} und {\displaystyle G_{2}} mit einer gemeinsamen Untergruppe {\displaystyle U} ist ein Beispiel für ein Pushout.
Das freie Produkt ist eine Anwendung bzw. ein Spezialfall des amalgamierten Produktes, da jedes freie Produkt vermöge der Amalgamierung nach der trivialen Untergruppe {\displaystyle \{1\}} seiner Faktoren als amalgamiertes Produkt aufgefasst werden kann.